# Johannes Verhulst
Johannes Josephus Hermanus Verhulst (* 19. März 1816 in Den Haag; † 17. Januar 1891 in Den Haag) war ein bedeutender niederländischer Dirigent und Komponist der Romantik.

## Leben
Johannes Verhulst stammte aus einfachen Familienverhältnissen und erhielt seinen ersten Musikunterricht als Chorknabe. Jedoch erst als der Junge als Gehilfe bei der Musikalienhandlung Weygand & Co tätig war, empfahl man ihm eine höhere musikalische Ausbildung. Johannes Verhulst besuchte als einer der Ersten die 1826 neu begründete Musikschule Den Haag. Dort studierte er Violine und Musiktheorie. 1836 studierte er bei Charles Hanssens, dem damaligen Dirigenten der französischen Oper, Komposition. Zu dieser Zeit erschienen, mit der Unterstützung der Maatschappij tot Bevordering der Toonkunst („Gesellschaft zur Beförderung der Tonkunst“), bereits die ersten Kompositionen von Verhulst im Druck. Auf ihn aufmerksam gemacht, ermöglichte der niederländische König Wilhelm II. Verhulst die Fortführung seiner Ausbildung im Ausland.
1837 ging der Komponist nach Paris, wechselte aber schon 1838, nach einem kurzen Aufenthalt in Köln, nach Leipzig, wo er in engem Kontakt mit Felix Mendelssohn Bartholdy stand und sich von dessen musikalischem Stil beeinflussen ließ. Außerdem gehörte Verhulst dort dem Kreis der Davidsbündler um Robert Schumann an. In ihrem Versammlungslokal, der Leipziger Restauration Zum Kaffeebaum, widmeten ihm die Teilnehmer dieses Kreises im Januar 1844 einen kollektiven Brief, der ihn allerdings nie erreicht hat.
1838 bis 1842 war Verhulst Leiter der Musikgesellschaft Euterpe. Bei einem Besuch in den Niederlanden im Jahr 1842 war der König von Verhulst und seinen Werken derart angetan, dass er ihn zum Hofmusikdirektor ernannte. Hierauf verließ der Komponist Leipzig und ließ sich wieder in Den Haag nieder. Allerdings waren seine kompositorischen Werke in seiner Heimat, wo sich der Musikgeschmack mehr an Frankreich orientierte, anfangs weniger anerkannt und wurden nur in geringer Zahl gedruckt. Hingegen erwarb er sich in den darauf folgenden Jahren einen international bedeutenden Namen als Dirigent. 
1848 wurde er in Rotterdam Dirigent der „Gesellschaft zur Beförderung der Tonkunst“, 1860 Leiter der Diligentia und 1864 in Amsterdam Leiter der Gesellschaft Felix Meritis sowie der Cäcilien-Konzerte. In diesen führenden Positionen beherrschte er praktisch das gesamte Musikleben in den Niederlanden. 1886 wurde er anlässlich seines 70. Geburtstages zum Ehrenmitglied der Diligentia ernannt, doch zog er sich wenige Monate später ins Privatleben zurück, auch aufgrund seiner Ablehnung der musikalischen Neuerungen der Neudeutschen Schule. (Wenngleich er die Musik von Richard Wagner und Franz Liszt ablehnte, so leitete er dennoch die Uraufführung von Liszts Totentanz, ebenso wie die holländischen Erstaufführungen der 3. Symphonie Anton Bruckners und der Symphonie f-Moll von Richard Strauss).
Johannes Verhulst war mit Johanna Elisabeth Cornelia Rochussen verheiratet, der Schwester des holländischen Malers Charles Rochussen. Mit ihr hatte er sechs Kinder, von denen die beiden Töchter Anna Charlotte (als Pianistin) und Louise Henriette (als Sängerin) Karriere machten.
Verhulst war Ritter des Niederländischen Löwen-Ordens. Von 1848 bis 1851 war er korrespondierendes Mitglied der Königlich Niederländischen Akademie der Wissenschaften (damals Koninklijk Instituut). Gemeinsam mit Woldemar Bargiel und Friedrich Gernsheim war Verhulst für die Bach-Renaissance in den Niederlanden verantwortlich.
Sein Grab befindet sich auf dem niederländischen Friedhof Oud Eik en Duinen in Den Haag.
Im Amsterdamer Stadtbezirk Amsterdam-Zuid wurde eine Straße nach ihm benannt.

## Werke
Stilistisch ist Verhulst besonders stark von Felix Mendelssohn Bartholdy und Robert Schumann beeinflusst. In seinen Liedern, die fast nur holländische Texte vertonen, griff Verhulst vorrangig auf Texte des niederländischen Volksdichters Jan Pieter Heye zurück.
Auswahl:
- Symphonie in e-Moll op. 46
- Ouvertüren
- 3 Streichquartette
- Kirchenmusik (u. a. Requiem für Männerchor, mehrere Messen)
- Lieder und Chorwerke